# Эггебек
Эггебек (нем. Eggebek) — коммуна в Германии, в земле Шлезвиг-Гольштейн. 
Входит в состав района Шлезвиг-Фленсбург. Подчиняется управлению Эггебек.  Население составляет 2535 человек (на 31 декабря 2010 года). Занимает площадь 16,68 км².